# Polymixis meftouha
Polymixis meftouha är en fjärilsart som beskrevs av Charles E. Rungs 1967. Polymixis meftouha ingår i släktet Polymixis och familjen nattflyn. Inga underarter finns listade i Catalogue of Life.